# Prekornica
Prekornica är en ås i Montenegro. Den ligger i den centrala delen av landet, 26 km norr om huvudstaden Podgorica.